# Ben Reitman
Ben Lewis Reitman (ur. 1879 w Saint Paul, zm. 1943 w Chicago) – amerykański lekarz i działacz anarchistyczny nazywany „King of the Hobos”. Współcześnie jest najbardziej znany z faktu bycia jednym z kochanków Emmy Goldman.
Reitman był ekstrawagancką i ekscentryczną postacią. Emma Goldman opisuje swoje pierwsze spotkanie z Reitmanem w autobiografii Living My Life:

Jego oczy były brązowe, duże i rozmarzone. Jego usta, odsłaniające piękne zęby, gdy się uśmiechał, były pełne i namiętne. Wyglądał na przystojnego brutala. Jego dłonie, wąskie i białe, wykazywały osobliwą fascynację. Jego paznokcie, podobnie jak włosy, zdawały się walczyć z mydłem i szczoteczką. Nie mogłam oderwać oczu od jego dłoni. Wydawał się z nich emanować dziwny urok, pieszczący i poruszający...

## Biografia
Reitman urodził się w 1879 w Saint Paul w stanie Minnesota w rodzinie biednych żydowskich imigrantów z Rosji i dorastał w Chicago. W wieku dziesięciu lat został włóczęgą, ale wrócił do Chicago i pracował w laboratorium poliklinicznym jako „chłopiec laboratoryjny”. W 1900 wstąpił do College of Physicians and Surgeons w Chicago, kończąc studia medyczne w 1904. W tym czasie był krótko żonaty z Mae Schwartz; mieli razem córkę „Jan Gay” (Helen Reitman), która potem stała się pisarką, rzeczniczką nudyzmu i założycielką klubu nudystów Out-of-Door Club w Highland.
Pracował jako lekarz w Chicago, oferując usługi bezdomnym, prostytutkom, biednym i innym wyrzutkom. Dokonywał również zabiegu aborcji, który w tamtym czasie był nielegalny. W 1907 Reitman stał się znany jako „King of the Hobos”(pol. Król włóczęg), kiedy otworzył filię Hobo College w Chicago, która stała się największym z centrów International Brotherhood Welfare Association, zajmujących się edukacją migrantów, organizacją polityczną i opieką społeczną. Reitman poznał Emmę Goldman w 1908, kiedy zaproponował jej, by wygłosiła przemówienie w Hobo Hall na uczelni. W ten sposób rozpoczęli romans, który Goldman opisała jako „wielką pasję” jej życia. Oboje podróżowali razem przez prawie osiem lat, pracując na rzecz antykoncepcji, wolności słowa, praw pracowniczych oraz idei anarchizmu.
W tym czasie para zaangażowała się w walkę o wolność słowa w San Diego w 1912-1913. Reitman został porwany przez tłum, ciężko pobity, osmolony i upierzony, naznaczony napisem „IWW”. Kilka lat później para została aresztowana w 1916 na mocy prawa Comstocka za propagowanie kontroli urodzeń, a Reitman spędził sześć miesięcy w więzieniu.
Obaj wierzyli w wolną miłość, ale zachowanie Reitmana wzbudzało u Goldman uczucie zazdrości. Ożenił się ponownie, gdy jedna z jego kochanek zaszła w ciążę; ich syn urodził się, kiedy Reitman był w więzieniu. Związek z Goldman zakończyli wspólnie w 1917, po zwolnieniu Reitmana z więzienia.
Reitman wrócił do Chicago, ostatecznie współpracując z tym miastem, tworząc w latach trzydziestych Towarzystwo Zapobiegania Chorobom Wenerycznym. Jego druga żona zmarła w 1930, a Reitman ożenił się po raz trzeci z Rose Siegal. Później na poważnie związał się z Mediną Oliver, para miała cztery córki: Mecca, Medina, Victoria i Olive.

### Śmierć
Zmarł w Chicago na atak serca w wieku sześćdziesięciu czterech lat. Został pochowany na cmentarzu Waldheim (obecnie Forest Home Cemetery) w Forest Park w Chicago.

## Ciekawostka
Film Wagon towarowy Bertha w reżyserii Martina Scorsese został luźno oparty na powieści Reitmana – Sister of the Road: The Autobiography of Boxcar Bertha.

## Dzieła Reitmana
- The Second Oldest Profession - A Study of the Prostitute's "Business Manager" (1931)[10]
- Sister of the Road: The Autobiography of Boxcar Bertha (1937)[11][12][13]

## Zewnętrzne linki
- The more things stay the same (film dokumentalny o Benie Reitmanie) (ang.)
- Ben Reitman. recollectionbooks.com. [zarchiwizowane z tego adresu (2007-09-24)]. na stronie Anarchist Encyclopedia (ang.)
- Ben Lewis Reitman Papers (listy i dokumenty od 1907 do 1989). uic.edu. [zarchiwizowane z tego adresu (2008-03-07)]., University of Illinois w Chicago (ang.)